# Coober Pedy
Coober Pedy è una cittadina di circa 1 600 abitanti nello stato dell'Australia Meridionale e situata in un'area desertica a circa 850 chilometri nord di Adelaide. Questo luogo viene definito "capitale mondiale dell'opale": il minerale è stato trovato a Coober Pedy nel febbraio del 1915 e da allora continua a fornire, con 70 campi di estrazione, la maggior produzione di opale al mondo.
Coober Pedy oggi conta molto sull'industria estrattiva dell'opale ma anche sul turismo. Il nome deriva da kupa-piti, che nella lingua degli indigeni, secondo alcune fonti significherebbe "pozzo d'acqua dei ragazzi", secondo altre "uomo bianco nella fossa".
La particolarità di questa città è che i suoi abitanti vivono per la maggior parte sottoterra per sfuggire al calore del giorno e al freddo della notte.

## Geografia fisica

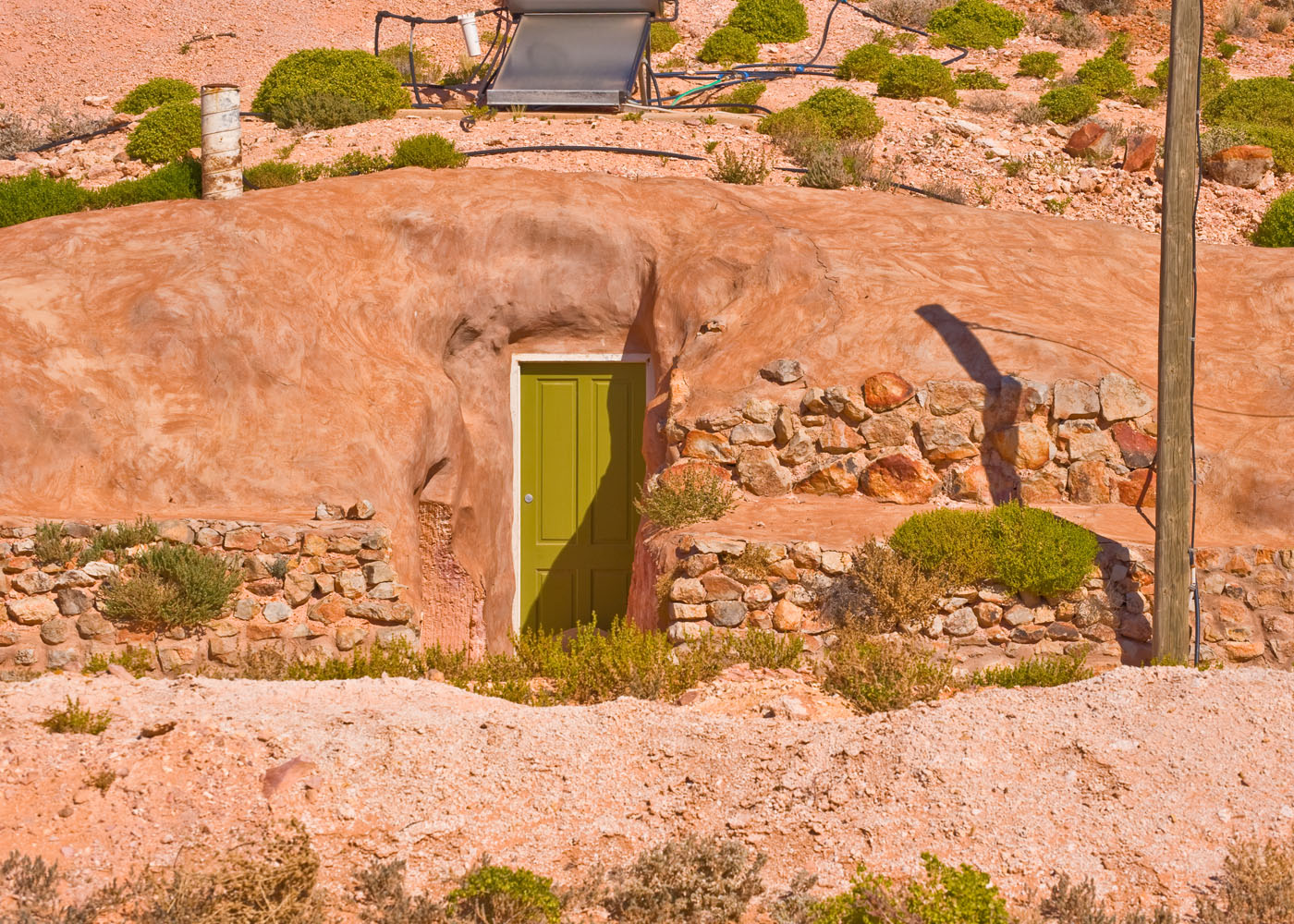
Casa sottoterra di Coober Pedy

Il centro di Coober Pedy è noto per lo stile unico della sua vita sotterranea mentre in superficie il posto sembra piuttosto deserto, con poche case, qualche locanda e ristorante, la stazione di polizia, una scuola e l'ospedale. Infatti la maggior parte dei residenti vive nel sottosuolo e lavora nelle miniere. Le case sotterranee degli abitanti rimangono ad una temperatura costante tutto l'anno, mentre vivere sulla superficie sarebbe assai più difficile poiché il clima è afoso di giorno e rigido di notte. Alcune attrazioni di questa città sono i musei sotterranei, i negozi dove si vende l'opale, la galleria d'arte, le chiese sotterranee e, naturalmente, le miniere d'opale.

### Clima
Il periodo migliore a Coober Pedy è quello fra aprile ed ottobre quando il tempo è più temperato. Tipiche del clima del deserto sono le giornate afose e le notti fredde. Da novembre a marzo, periodo estivo, le temperature estive possono variare da 35 °C a 45 °C: in questo periodo le tempeste di polvere sono occasionali. La pioggia totale è di circa 175 millimetri all'anno e può cadere in qualsiasi stagione.
| Mese                | Mesi | Mesi | Mesi | Mesi | Mesi | Mesi | Mesi | Mesi | Mesi | Mesi | Mesi | Mesi | Stagioni | Stagioni | Stagioni | Stagioni | Anno  |
| Mese                | Gen  | Feb  | Mar  | Apr  | Mag  | Giu  | Lug  | Ago  | Set  | Ott  | Nov  | Dic  | Est      | Aut      | Inv      | Pri      | Anno  |
| ------------------- | ---- | ---- | ---- | ---- | ---- | ---- | ---- | ---- | ---- | ---- | ---- | ---- | -------- | -------- | -------- | -------- | ----- |
| T. max. media (°C)  | 36,4 | 35,7 | 32,8 | 27,6 | 22,3 | 18,8 | 18,7 | 20,7 | 24,5 | 28,9 | 32,1 | 34,6 | 35,6     | 27,6     | 19,4     | 28,5     | 27,8  |
| T. min. media (°C)  | 20,7 | 20,8 | 18,2 | 14,0 | 10,1 | 7,2  | 6,3  | 7,4  | 10,1 | 13,6 | 16,6 | 19,1 | 20,2     | 14,1     | 7,0      | 13,4     | 13,7  |
| Precipitazioni (mm) | 17,4 | 22,8 | 12,9 | 6,5  | 13,1 | 14,4 | 7,8  | 9,2  | 8,4  | 14,9 | 11,6 | 17,5 | 57,7     | 32,5     | 31,4     | 34,9     | 156,5 |

## Storia
Per migliaia di anni le popolazioni nomadi hanno camminato attraverso questa zona ma a causa dell'ambiente del deserto questa gente si spostò costantemente alla ricerca di rifornimenti idrici e di cibo. Il problema dell'acqua è stato risolto solo recentemente: infatti a Coober Pedy arriva il rifornimento idrico da una fonte sotterranea posta 24 chilometri a nord della città. Nel gennaio 1915 Jim Hutchison e suo figlio adolescente William stavano cercando, senza successo, l'oro a Coober Pedy. I due avevano installato un accampamento e, mentre cercavano l'acqua, William trovò un opale sul terreno.

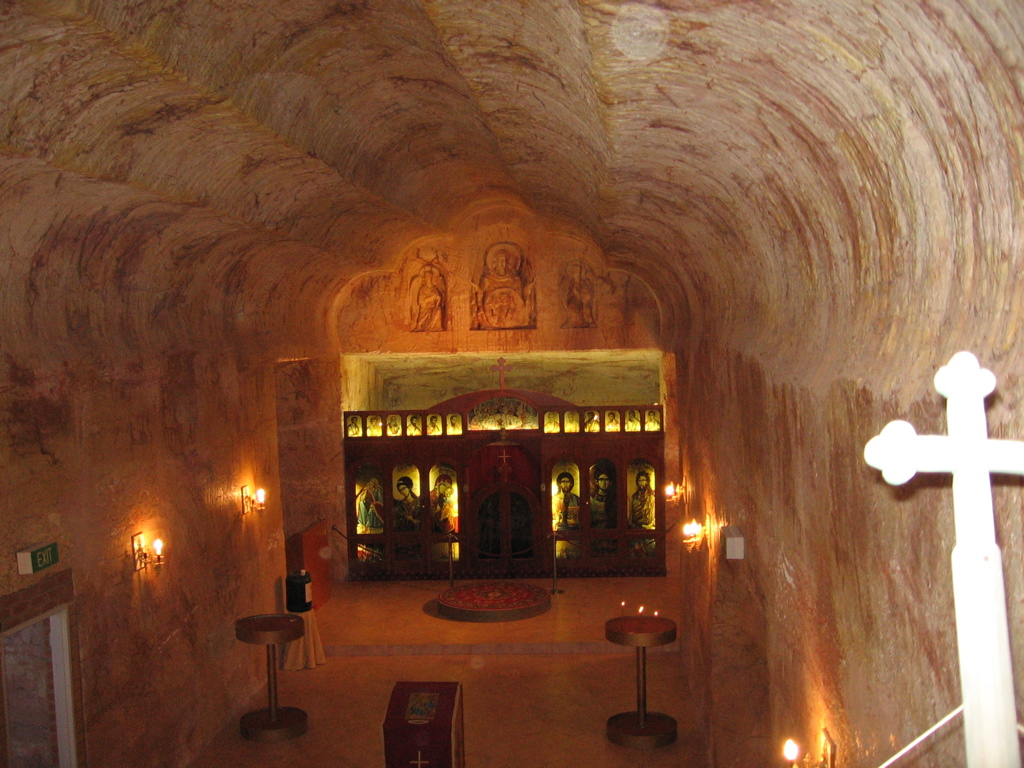
La chiesa ortodossa serba di sant'Elia, ricavata da una grotta scavata nel fianco di una collina

Coober Pedy originalmente era conosciuto come il "campo opalino dello Stuart" perché deve il suo nome a John McDouall Stuart, che nel 1858 fu il primo esploratore europeo della zona. Nel 1920 è stato cambiato il nome in Coober Pedy. Durante la grande depressione del 1930 i prezzi dell'opale scesero repentinamente e l'estrazione si ridusse, quasi arrestandosi.
Il completamento della ferrovia trans-continentale nel 1917 favorì lo sviluppo della cittadina e l'insediamento di un gran numero di reduci della prima guerra mondiale. I nuovi arrivati, abituati alla vita di trincea, ebbero l'idea di scavare le abitazioni nel sottosuolo dove le temperature più miti alleviavano i disagi del luogo tra cui il clima secco e la mancanza di acqua. La riserva idrica si limitava ai sessanta litri della cisterna comune, riempita una volta alla settimana. Durante gli anni sessanta, l'industria estrattiva si è espansa velocemente grazie ai molti immigrati europei che vi vennero a cercare fortuna.

## Galleria d'immagini

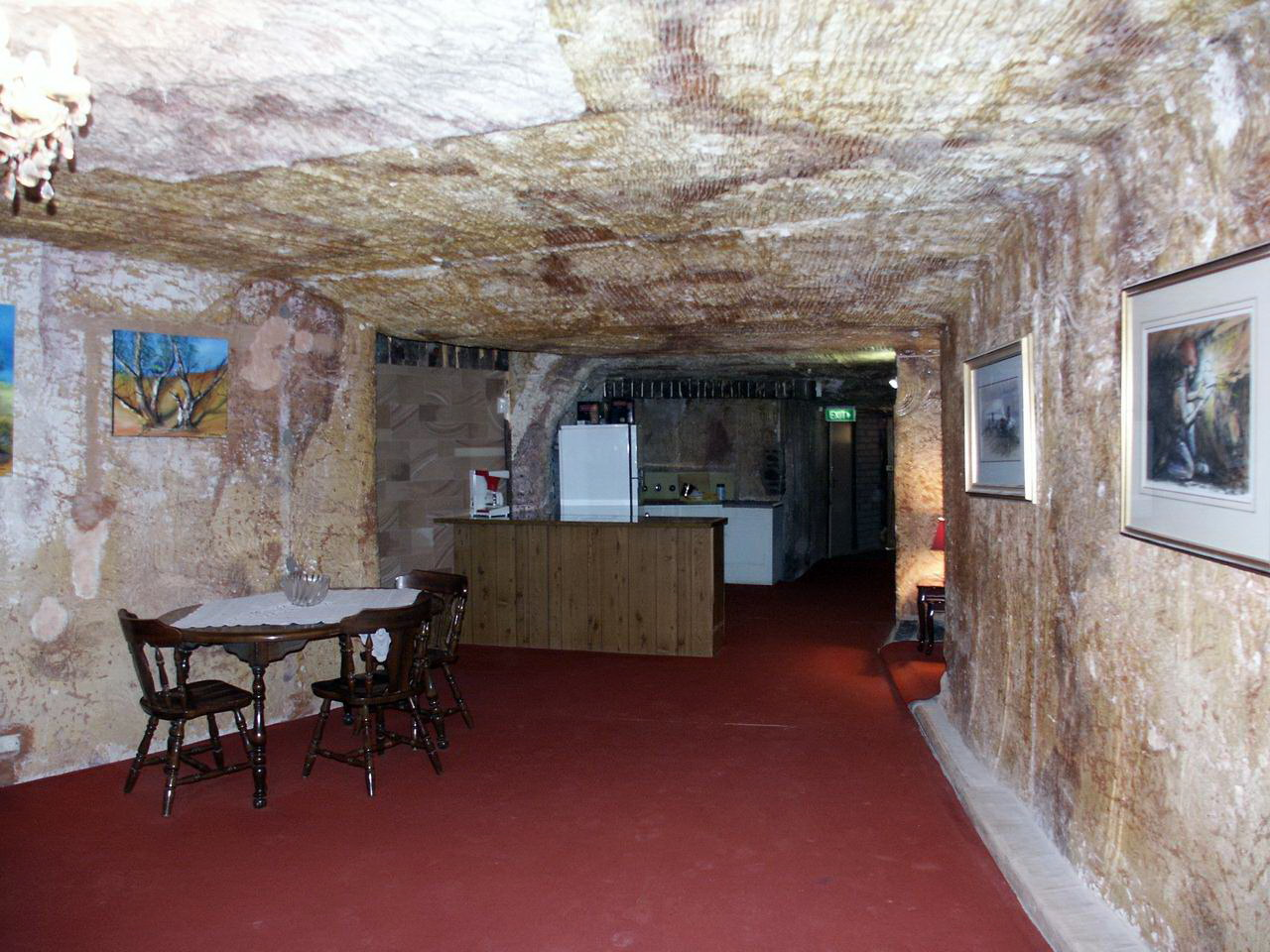
Casa sottoterra
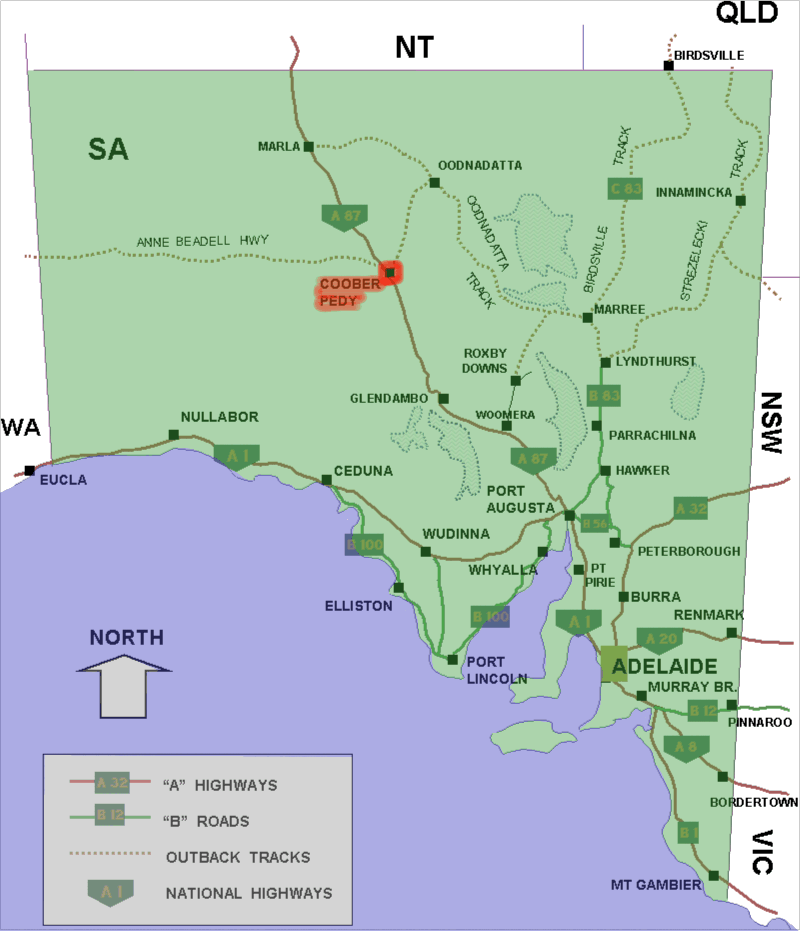
Ubicazione
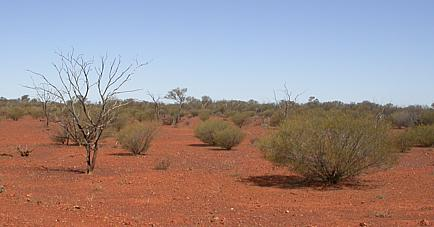
Vista della piana a nord della città

## Nei media
Nel film documentario Nomad - In cammino con Bruce Chatwin (Nomad: In the Footsteps of Bruce Chatwin) (2019) di Werner Herzog, Coober Pedy è visitata dal regista.
È presente nel videogioco Forza Horizon 3.